# 李載冠
李 載冠（イ・ジェガン、イ・ジェグァン、1991年3月12日 - ）は、大韓民国出身のサッカー選手。ポジションはMF。

## 来歴
U-15、17、18、19の韓国代表に選ばれた経歴を持つ。高麗大学校から2012年末より、練習生としてJリーグ・ファジアーノ岡山FCの練習へ参加し、同年12月27日に加入が発表されたなお、当初1992年12月3日生との発表であったが、翌日1991年3月12日生へ訂正された。また、漢字表記も当初は李載官と発表されていたが、後日李載冠へ訂正された。2013年6月、岡山を退団。

## 所属クラブ
- 2007年 - 2009年  長薫高校 (ko:장훈고등학교)
- 2010年 - 2012年  高麗大学校
- 2013年1月 - 同年6月  ファジアーノ岡山FC

## 個人成績
| 国内大会個人成績 | 国内大会個人成績 | 国内大会個人成績 | 国内大会個人成績 | 国内大会個人成績 | 国内大会個人成績 | 国内大会個人成績 | 国内大会個人成績 | 国内大会個人成績 | 国内大会個人成績 | 国内大会個人成績 | 国内大会個人成績 |
| 年度             | クラブ           | 背番号           | リーグ           | リーグ戦         | リーグ戦         | リーグ杯         | リーグ杯         | オープン杯       | オープン杯       | 期間通算         | 期間通算         |
| 年度             | クラブ           | 背番号           | リーグ           | 出場             | 得点             | 出場             | 得点             | 出場             | 得点             | 出場             | 得点             |
| 日本             | 日本             | 日本             | 日本             | リーグ戦         | リーグ戦         | リーグ杯         | リーグ杯         | 天皇杯           | 天皇杯           | 期間通算         | 期間通算         |
| ---------------- | ---------------- | ---------------- | ---------------- | ---------------- | ---------------- | ---------------- | ---------------- | ---------------- | ---------------- | ---------------- | ---------------- |
| 2013             | 岡山             | 30               | J2               | 0                | 0                | -                | -                | -                | -                | 0                | 0                |
| 通算             | 日本             | 日本             | J2               | 0                | 0                | -                | -                | -                | -                | 0                | 0                |
| 総通算           | 総通算           | 総通算           | 総通算           | 0                | 0                | -                | -                | -                | -                | 0                | 0                |

## 代表歴
- U-15韓国代表
- U-17韓国代表
- U-18韓国代表
- U-19韓国代表